# Andrena hicksi
Andrena hicksi är en biart som beskrevs av Cockerell 1925. Andrena hicksi ingår i släktet sandbin, och familjen grävbin. Inga underarter finns listade i Catalogue of Life.